# Auguste Couat
Henri Auguste Couat (1846-1898) est un helléniste et universitaire français qui fut recteur de l'Académie de Bordeaux.

## Biographie
Henri Auguste Couat, né le 30 novembre 1846 à Toulouse. Il est le fils du capitaine au 21e RI légère Gustave Couat (1803-1874) et de son épouse, née Marie-Hélène Chartier.
Auguste Couat commence ses études secondaires au lycée de La Rochelle et les termine à Versailles. Il poursuit ses études à l'École normale supérieure (1866-1869) et devient agrégé de lettres en 1869. Il est nommé professeur de rhétorique au lycée de Montauban.
À Montauban il se démarque comme un républicain engagé et compte parmi les fondateurs en 1871 du Républicain du Tarn-et-Garonne et rédacteur du Progrès Libéral, ce qui lui vaut un blâme de ses supérieurs.
Entre 1871 et 1875 il est chargé de la classe de rhétorique, d'abord au lycée de Tournon, puis au lycée de Grenoble.
Le 10 février 1874 Auguste Couat est reçu docteur ès lettres à Paris pour sa thèse sur Catulle.
À partir de 1875 il enseigne le grec à la faculté des lettres de l'université de Bordeaux et reçoit le titre de professeur en 1878 et garde la poste jusqu’en 1887. Il fonde en 1879 avec Louis Liard les Annales de la faculté de lettres de Bordeaux qui est à l'origine de la Revue des études anciennes. Il passe une année en mission en Grèce en 1880-1881.
En 1876, il épouse Marie Antoine, une cousine de Marguerite Daum, épouse d'Antonin Daum.
Auguste Couat devint doyen de la faculté des lettres en 1881 et fut chargé du rapport sur le décret du 18 décembre 1885, le point de départ de l'organisation des Universités. Il fut également membre du jury de l'agrégation des lettres de 1881 à 1887 et en 1889, le président du jury de l'agrégation de grammaire. Pendant sa présidence l'organisation a subi de profondes modifications.
Le 25 octobre 1887, il est nommé recteur de l'Académie de Douai au moment du transfert à Lille des Facultés de Droit et des Lettres et chargé de leur nouvelle organisation.
Le 6 décembre 1890 il est nommé recteur de l'Académie de Bordeaux. Parmi ses préoccupations comme recteur étaient : l'introduction de l'éducation physique ; l'application des principes de l'hygiène ; le goût des jeux en plein air et le développement de l'éducation morale.
Auguste Couat fut nommé : Officier de l'instruction publique(1883) ; Chevalier de la Légion d'honneur, le 29 décembre 1885 et Officier de la Légion d'honneur, le 26 juillet 1896. Il fut reçu à l'Académie des sciences, belles-lettres et arts de Bordeaux et 1893. Une rue de Bordeaux a été baptisée à son nom.
Il meurt à Bordeaux le 21 juillet 1898. Le doyen Paul Stapfer fait son éloge funèbre le 23 juillet 1898 et Joseph Reinach le cite ainsi:
«  Aux obsèques du recteur de la Faculté des lettres de Bordeaux, deux hommes parlèrent : le doyen Stapfer et le mort lui-même. Stapfer, prononçant l’éloge de Couat, dit qu’il ne pensait pas pouvoir l’honorer davantage qu’en rappelant sur sa tombe ses angoisses dont il avait été le confident : « Couat éprouvait une véritable terreur devant les violences sectaires, devant la confusion et le désarroi de toutes les idées égarées par un vent de déraison furieuse. »
Couat était de ces esprits délicats qui taisent leurs douleurs intimes, mais en meurent. Le martyre de Dreyfus, l’éclipse des idées de justice, tant de républicains tyrannisés « par la peur basse de l’impopularité », ces visions l’avaient hanté jusqu’à sa dernière heure. Peu de jours avant sa fin, il écrivait à Trarieux : « Le devoir professionnel ne m’a jamais paru si pénible qu’en ces jours où il m’impose un silence qui est une sorte de mensonge et de complicité. » Il était mort désespéré : « Quand la statue du Droit gît à terre brisée, suffit-il d’avoir le droit pour soi ? » 
[...]

La mesure prise par Bourgeois contre un des maîtres les plus aimés de la jeunesse provoqua mieux que des colères. »
— Joseph Reinach,  Histoire de l'Affaire Dreyfus, Tome 4
En effet, considérant que Stapler s'est  prononcé (en toge de doyen, donc en représentant officiel) contre les décisions concernant  l'Affaire Dreyfus, Stapfer est suspendu deux jours plus tard de ses fonctions par le  ministre de l’Instruction publique d'alors, Léon Bourgeois.

## Œuvres
En 1891 son livre Aristophane et l'ancienne comédie attique reçoit le prix Bordin  et sa traduction des Pensées de Marc Aurèle, qui est parue post-mortem en 1904, reçoit en 1905 le prix Jules Janin de l'Académie française.
Son livre La Poésie alexandrine paru en 1882, et encore réédité en 1968, fait toujours autorité.
- De Horatio veterum Latinorum poetarum judice, Paris, E. Thorin, 1875 (disponible sur Internet Archive).

- Étude sur Catulle, Paris, E. Thorin, 1875 (disponible sur Internet Archive).

- Remarques sur la date et la composition des Hymnes de Callimaque, Paris, G. Chamerot, 1879 (lire en ligne sur Gallica).

- « Les poèmes astronomiques d'Aratus », Annales de la Faculté des lettres de Bordeaux, Bordeaux, t. 3,‎ 1881, p. 318-355 (lire en ligne sur Gallica).
- Le Musée d'Alexandrie sous les premiers Ptolémées, Bordeaux, A. Gounouilhou, 22 p. (lire en ligne sur Gallica), extrait des Annales de la Faculté des Lettres de Bordeaux.

- « Notes sur la versification des hymnes de Callimaque », Annales de la Faculté des lettres de Bordeaux, Bordeaux, t. 4,‎ 1882, p. 77-87 (lire en ligne sur Gallica).
- La poésie alexandrine sous les trois premiers Ptolémées, 324-222 av. J.-C., Paris, Hachette et cie, 1882 (disponible sur Internet Archive), réédition 1968.

- « Le second livre d'élégies attribué à Théogonis », Annales de la Faculté des lettres de Bordeaux, Bordeaux, t. 5,‎ 1883, p. 257-290 (lire en ligne sur Gallica).
- « Le Christianisme et ses origines », Nouvelle Revue, Paris, t. 32,‎ 1885, p. 577-598 (lire en ligne sur Gallica).
- Homère, L'Iliade, l'Odyssée, Paris, H. Lecène et H. Oudin, 1889 (lire en ligne sur Gallica), réédition 1895.

- Aristophane et l'ancienne comédie attique, Paris, H. Lecène et H. Oudin, 1889 (présentation en ligne, disponible sur Internet Archive), réédition 1902.

- Homère, L'Odyssée : Analyse et extraits par Auguste Couat, 1892.

- « Sur la composition des « Acharniens » », Revue des Universités du Midi, Bordeaux, t. 1,‎ 1895, p. 24-74 (lire en ligne sur Gallica).
- « Notes sur la parados dans les comédies d'Aristophane », Revue des Universités du Midi, Bordeaux, t. 1,‎ 1895, p. 363-385 (lire en ligne sur Gallica).
- Marc Auréle, Pensées : Traduction par Auguste Couat, Bordeaux, Féret et fils, 1904 (disponible sur Internet Archive), voir Wikisource et Commons